# Dakota-Assiniboin
Dakota-Assiniboin, jedna od glavnih etničkih i lingvističkih grana Siouan Indijanaca iz velikih prerija. Obuhvaća plemena pravih Siouxa koji se dijele na Teton ili Lakota, Santee ili Dakota i Yankton ili Nakota.
Skupina Assiniboin (Nakoda) porijeklom je od Yanktonaia.  Pravi Sijuksi porodicu siouan čine s plemeniama Chiwere, Dhegiha, Hidatsa, Catawba (Isročnih Sijuksa) i Južnih Sijuksa (Ofo i Biloxi).